# Cosmisoma scopulicorne
Cosmisoma scopulicorne là một loài bọ cánh cứng trong họ Cerambycidae.